# Mixtape (EP)
Ne doit pas être confondu avec Mixtape.
Pour les articles homonymes, voir Mixtape (homonymie).
Singles de Stray Kids
Hellevator
(2017)
Singles
1. Hellevator
Sortie : 1er novembre 2017
2. Beware
Sortie : 8 janvier 2018

Mixtape est un extended play de pré-débuts du boys band sud-coréen composé de neuf membres, se nommant Stray Kids. L'extended play a été publié numériquement et physiquement le 8 janvier 2018 avant leurs débuts officiels. Il a été produit par JYP Entertainment et distribué par Genie Music. Il se compose de sept chansons, dont la chanson principale Hellevator, qui ont toutes été interprétées lors de leur émission de téléréalité nommée Stray Kids,. L'album s'est vendu à 45 249 exemplaires physiques en janvier.

## Contexte
En septembre 2017, JYP Entertainment annonce le lancement d'une nouvelle téléréalité avec les membres du futur groupe, s'intitulant Stray Kids. Le 26 septembre, sort l'aguiche du premier clip vidéo du groupe pour la chanson Hellevator. Le 6 octobre, avant le lancement de l'émission, JYP Entertainment sort le clip vidéo de Hellevator,. Le 17 octobre, marque le commencement de la diffusion de l'émission, durant plusieurs semaines les épisodes s'enchaînent. Le 1er novembre, sort le single Hellevator. À la fin du mois de novembre, le cap des 10 millions de vues sur YouTube est dépassé.
Le dernier épisode de l'émission est diffusé le 19 décembre, le groupe a atteint son objectif et a pu ressortir de l'émission avec ses neuf membres. Ainsi ils peuvent se préparer pour leurs débuts en tant que nouveau groupe. Peu de temps après le site officiel du groupe est créé.
Le 28 décembre, le site officiel de Stray Kids dévoile l'extended play de pré-débuts s'intitulant Mixtape, et sa liste des pistes.
Le 2 janvier 2018, l'aperçu de l'extended play est sorti et les précommandes sont ouvertes.
Du 2 janvier au 4 janvier, sortent les concepts de photo personnel de chaque membre, en commençant par Bang Chan, puis, Woojin, Lee Know, Changbin, Hyunjin, Han, Felix, Seungmin et pour finir I.N. Le 5 janvier, sort celle du groupe réunit.
Le 6 janvier sort l'aguiche de la vidéo de performance de Beware. Le 8 janvier sort la vidéo et l'extended play Mixtape,.
Le 12 janvier sort l'aguiche de la vidéo de performance de Spread My Wings. La vidéo sort le 15 janvier.

## Histoire
L’extended play Mixtape combine une variété de musiques électroniques et de styles hip-hop sud-coréen, montrant de manière vivante les sentiments uniques des neuf adolescents à travers les paroles écrites par les membres eux-mêmes. Les compositeurs Armadillo, Rangga et les membres de Stray Kids, Bang Chan, Changbin et Han, ont écrit l'ensemble des paroles et composé la plupart des chansons. Le titre de la chanson Hellevator est composée de deux mots, « Hell » (« Enfer ») et « Elevator » (« Ascenseur »). Les paroles, décrivent chaque jour de la vie d’un stagiaire assidu, ressemblent à un enfer sans fin, il doit non seulement faire face à la crainte de ne pas savoir s’il faut faire ses débuts, mais souffre également des paroles froides de certaines personnes qui n’ont pas confiance en lui. La chanson l'encourage à travailler sans relâche. Afin de sortir de cette situation difficile, il doit prendre l'« Hellevator » (« Ascenseur de l'Enfer ») pour fuir l'Enfer, monter au dernier étage, réaliser le rêve de ses débuts et saluer son brillant avenir.

## Formats
| Standard                                       | Précommande                       |
| ---------------------------------------------- | --------------------------------- |
| - Deux photo-cartes - Un livre photo - Un CD-R | - Dix cartes postales - Un poster |

| Standard                                                                |
| ----------------------------------------------------------------------- |
| - Une pochette numérique - Sept pistes numériques - Un livret numérique |

## Liste des titres
Crédits adaptés de MelOn.
| Mixtape | Mixtape                                               | Mixtape                                         | Mixtape                                                                                | Mixtape                                                      | Mixtape | Mixtape | Mixtape | Mixtape | Mixtape |
| No      | Titre                                                 | Paroles                                         | Musique                                                                                | Arrangement                                                  | Durée   |         |         |         |         |
| ------- | ----------------------------------------------------- | ----------------------------------------------- | -------------------------------------------------------------------------------------- | ------------------------------------------------------------ | ------- | ------- | ------- | ------- | ------- |
| 1.      | Hellevator                                            | 3Racha, Armadillo                               | 3Racha, Armadillo, Rangga                                                              | Armadillo, Bang Chan, Rangga                                 | 4:00    |         |         |         |         |
| 2.      | Beware (Grrr 총량의 법칙, Grrr Chongnyangui Beopchik) | 3Racha                                          | 1Take, 3Racha, Armadillo, Trippy                                                       | Trippy                                                       | 3:09    |         |         |         |         |
| 3.      | Spread My Wings (어린 날개, Eorin Nalgae)             | 3Racha                                          | 3Racha, Trippy                                                                         | Trippy                                                       | 3:20    |         |         |         |         |
| 4.      | Yayaya                                                | 3Racha, Earattack                               | 3Racha, Earattack                                                                      | Earattack                                                    | 3:21    |         |         |         |         |
| 5.      | Glow                                                  | Lee Felix, Lee Min-ho, Seo Chang-bin            | Bang Chan, This n That                                                                 | Bang Chan, Garden, This n That                               | 3:24    |         |         |         |         |
| 6.      | School Life                                           | 3Racha, Kim Woo-jin, This n That, Yang Jeong-in | Brandon P. Lowry, Han Ji-sung, Kim Woo-jin, Matthew Engst, Sangmi Kim, Tobias Karlsson | Brandon P. Lowry, Matthew Engst, Sangmi Kim, Tobias Karlsson | 3:36    |         |         |         |         |
| 7.      | 4419                                                  | 3Racha, Hwang Hyun-jin, Kim Seung-min           | 3Racha, Jinjjasanai                                                                    | Jinjjasanai                                                  | 3:13    |         |         |         |         |
| 24:03   |                                                       |                                                 |                                                                                        |                                                              |         |         |         |         |         |

## Classements

### Hebdomadaires
| Classement (2018)       | Meilleure position |
| ----------------------- | ------------------ |
| Corée du Sud (Gaon)     | 2                  |
| États-Unis (Billboard)  | 2                  |
| Japon (Oricon)          | 47                 |
| Nouvelle-Zélande (RMNZ) | 9                  |
| Taïwan (Five Music)     | 4                  |

### Mensuels
| Classement (2018)   | Meilleure position |
| ------------------- | ------------------ |
| Corée du Sud (Gaon) | 7                  |

### Premiers semestres
| Classement (2018)   | Meilleure position |
| ------------------- | ------------------ |
| Corée du Sud (Gaon) | 38                 |

| Classement (2019)   | Meilleure position |
| ------------------- | ------------------ |
| Corée du Sud (Gaon) | 122                |

### Annuels
| Classement (2018)   | Meilleure position |
| ------------------- | ------------------ |
| Corée du Sud (Gaon) | 71                 |

| Classement (2019)   | Meilleure position |
| ------------------- | ------------------ |
| Corée du Sud (Gaon) | 148                |

## Certifications et ventes
| Classement (2018)   | Ventes         |
| ------------------- | -------------- |
| Corée du Sud (Gaon) | Plus de 84 229 |
| Japon (Oricon)      | Plus de 1 063  |
| Taïwan (Five Music) | Plus de 4,95 % |

## Historiques de sortie

### Clips vidéo
| Titre                       | Date de sortie    | Note(s)                                         | Réf.   |
| --------------------------- | ----------------- | ----------------------------------------------- | ------ |
| Hellevator                  | 26 septembre 2017 | Aguiche du Clip vidéo                           | [ 6 ]  |
| Hellevator                  | 6 octobre 2017    | Clip vidéo, sorti à 12:00 h, heure sud-coréenne | [ 7 ]  |
| Beware (Grrr 총량의 법칙)   | 6 janvier 2018    | Aguiche de la vidéo de performance              | [ 13 ] |
| Beware (Grrr 총량의 법칙)   | 8 janvier 2018    | Vidéo de performance                            | [ 14 ] |
| Spread My Wings (어린 날개) | 12 janvier 2018   | Aguiche de la vidéo de performance              | [ 16 ] |
| Spread My Wings (어린 날개) | 15 janvier 2018   | Vidéo de performance                            | [ 17 ] |

### Extended play
| Région       | Date de sortie  | Format(s)                           | Label(s)                       | Réf.   |
| ------------ | --------------- | ----------------------------------- | ------------------------------ | ------ |
| Monde        | 8 janvier 2018  | Téléchargement numérique, streaming | JYP Entertainment, Genie Music | [ 30 ] |
| Corée du Sud | 8 janvier 2018  | Téléchargement numérique, streaming | JYP Entertainment, Genie Music | [ 31 ] |
| Corée du Sud | 8 janvier 2018  | CD                                  | JYP Entertainment, Genie Music | [ 32 ] |
| Taïwan       | 9 janvier 2018  | CD                                  | JYP Entertainment, Genie Music | [ 33 ] |
| Monde        | 10 janvier 2018 | CD                                  | JYP Entertainment, Genie Music | [ 34 ] |